# Pointe des Volnets
La pointe des Volnets est une montagne de France située en Savoie, dans le massif de la Vanoise.

## Géographie
Le sommet qui s'élève à 3 248 mètres d'altitude est entouré du col des Volnets (3 218 m) et de la pointe du Vallonnet (3 371 m) à l'ouest, du glacier des Volnets au nord-ouest avec par-delà le Grand Bec (3 399 m) au nord-ouest, du glacier de la Roche du Tougne à l'est, du col du Tougne (3 107 m), de la brèche du Grand Gendarme (3 167 m) et par-delà de la pointe de la Grande Glière (3 392 m) à l'est-sud-est ; à ses pieds au sud-sud-ouest s'étendent le glacier et le lac de la Patinoire (2 515 m). Son adret domine le vallon de la Glière au niveau du lac des Vaches (2 320 m) avec par-delà l'aiguille de la Vanoise (2 797 m) tandis que son ubac domine la vallée du Doron de Champagny entre le Laisonnay (1 570 m) et le refuge de la Glière (1 990 m).
La montagne est formée du socle de micaschistes du Paléozoïque.

## Ascension

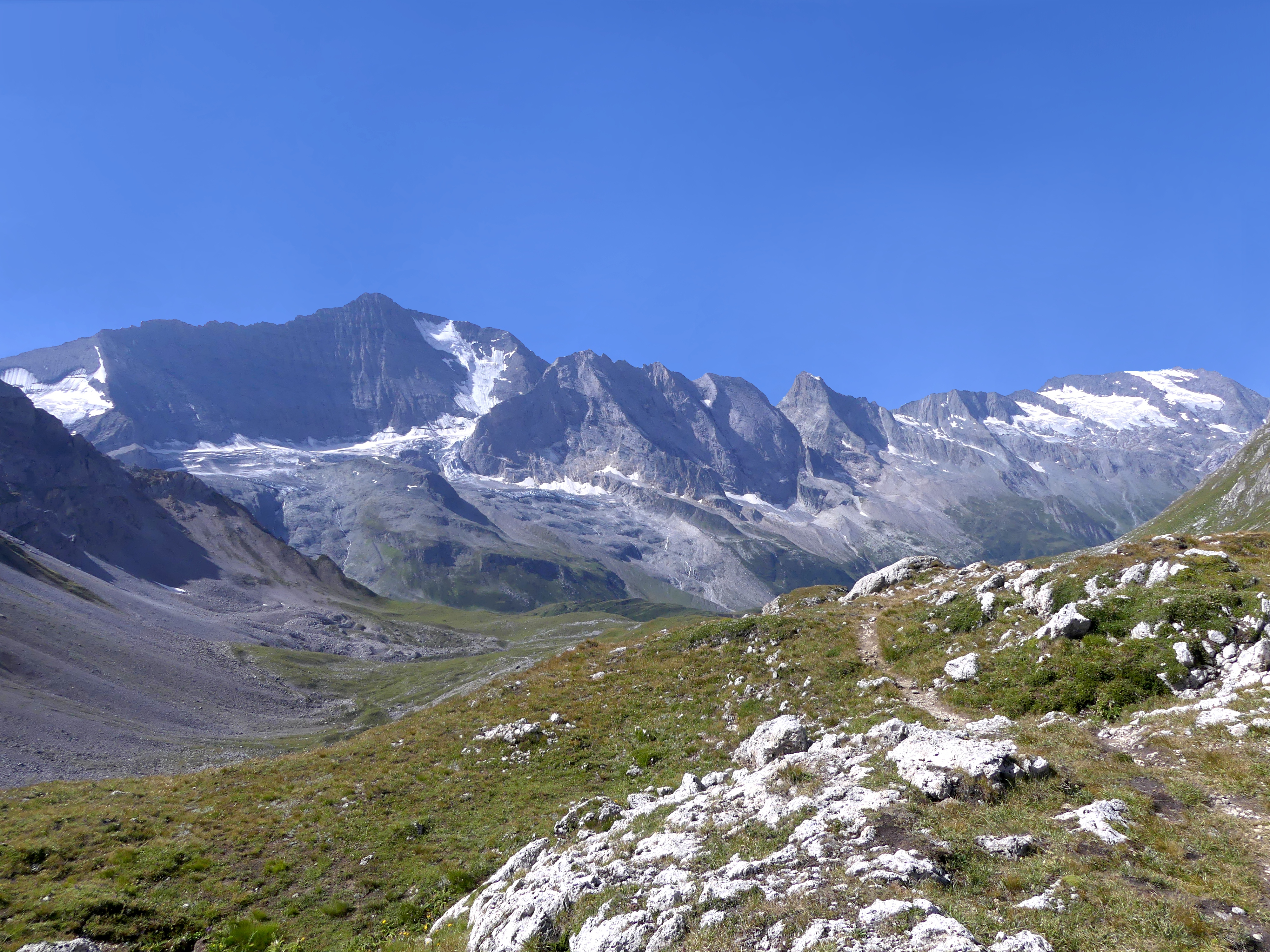
Vue depuis le col de la Croix des Frêtes en direction du sud-ouest avec la vallée du Doron de Champagny dominée par la Grande Casse, les pointes et aiguille de l'Épéna, la pointe de la Grande Glière, la pointe des Volnets et le Grand Bec de gauche à droite.

Le sommet n'est accessible qu'en alpinisme.